# Alberto Contador
Alberto Contador Velasco(Madrid, España, 6 de diciembre de 1982) es un exciclista español. En su carrera compitió en los equipos ONCE/Liberty Seguros, Discovery Channel, Astana, Saxo Bank Sungard/Tinkoff y Trek-Segafredo, siendo profesional desde 2003 hasta 2017. Actualmente es comentarista deportivo en Eurosport.
Catalogado de leyenda, es considerado como uno de los grandes vueltómanos de la historia del ciclismo, como uno de los mejores ciclistas españoles y uno de los mejores deportistas de la historia del país. Destacaba como escalador, terreno donde era un especialista, y como contrarrelojista, modalidad en la que, sin ser un especialista, demostró defenderse bastante bien, consiguiendo 9 victorias de etapa, un cuarto puesto en la contrarreloj de los Juegos Olímpicos de Pekín 2008 y el Campeonato de España de Ciclismo en Ruta de Contrarreloj de 2009.
En su palmarés, Contador tiene un total de 69 victorias como profesional; además, es ganador del UCI Word Ranking 2009. Entre sus victorias más importantes se encuentran 7 Grandes Vueltas (Giro de Italia 2008 y 2015, Tour de Francia 2007 y 2009, y Vuelta España 2008, 2012 y 2014) y 9 victorias de etapa en las mismas (3 etapas en el Tour de Francia y 6 etapas en la Vuelta a España), la París-Niza 2007 y 2010, la Vuelta al País Vasco 2008, 2009, 2014 y 2016  y la Tirreno-Adriático 2014. Es el primer corredor español que ha conseguido ganar las tres Grandes Vueltas por etapas (Giro de Italia, Tour de Francia y Vuelta a España), hazaña que solo han conseguido los franceses Jacques Anquetil y Bernard Hinault, los italianos Felice Gimondi y Vincenzo Nibali, el belga Eddy Merckx y el británico Chris Froome. Además, es el tercer ciclista en la historia en conseguir el doblete Giro-Vuelta, por detrás del belga Eddy Merckx en 1973 y el italiano Giovanni Battaglin en 1981.
El 6 de febrero de 2012, el Tribunal de Arbitraje Deportivo (TAS) le impuso una sanción de 2 años por el positivo de 50 picogramos por mililitro (0,00000000005 gramos/ml) de clembuterol en la muestra de orina obtenida el 21 de julio de 2010, durante la segunda jornada de descanso del Tour de Francia, no pudiendo volver a competir hasta el 6 de agosto de 2012. Contador, entre otras victorias, fue desposeído del Tour de Francia 2010, la Volta a Cataluña 2011, el Giro de Italia 2011, la medalla de bronce en el Campeonato de España de Ciclismo en Ruta de Contrarreloj de 2011 y la medalla de plata en el Campeonato de España de Ciclismo en Ruta 2011. Tras cumplir su sanción y estando seis meses sin poder competir, Contador participaría en el Eneco Tour 2012, donde quedaría en cuarto lugar a seis segundos del pódium.
En 2007, 2008, 2009 y 2014 fue galardonado con la Bicicleta de Oro como el mejor ciclista del año.

## Biografía

### Inicios en el ciclismo
Nacido en Madrid, en el Hospital 12 de Octubre, y criado en Pinto, Contador es el tercero de los cuatro hijos (Francisco, Alicia y Raúl) que tuvieron sus padres y progenitores Francisco y Francisca, dos extremeños de Barcarrota (Badajoz) que emigraron en 1978 a la localidad madrileña en busca de trabajo.
Descubrió su afición al ciclismo con 12 años gracias a Fran, el mayor de sus hermanos, del cual tomaba prestada su bicicleta de mountain-bike. Antes, había practicado otros deportes como el fútbol y el atletismo (principalmente cross) pero decidió decantarse por las dos ruedas.
A la edad de 14 años, Contador obtuvo su primera bicicleta de carretera (fue un regalo), una Orbea antigua de 15 kilos, heredada de su hermano mayor quien había recibido una mejor como premio por aprobar selectividad. Con ella, salía con Fran y sus amigos, de 17 y 18 años, a hacer rutas entre Pinto y Arganda.

### Categorías inferiores

#### Etapa cadete y juvenil
Con 15 años decidió apuntarse al equipo del pueblo, la Unión Ciclista de Pinto. En ella pasó sus dos años de cadete y primero de juvenil, aprendiendo a ir en pelotón y consiguiendo como mejor resultado un quinto puesto.
Con apenas 17 años, decidió dejar de lado sus estudios (quería ser veterinario) para centrarse en el ciclismo. Cambió el equipo de Pinto por el Real Velo Club Portillo, equipo por el que en su día pasaron ciclistas como Bahamontes y Julián Berrendero. En esa época, Contador ya era conocido como Pantani por su forma de correr. Sumó grandes premios de montaña, mejoró su miedo a los descensos y, además, consiguió sus primeras victorias: Trofeo Colmenarejo, Trofeo Industrial de Paracuellos, Subida al Puerto de Navafría y Hoyo de Pinares. Pese a ello, no fue seleccionado para el Mundial de Plouay.

### Amateur
En 2001, Contador, aconsejado por su antiguo compañero del Real Velo Club Portillo Jesús Hernández, se mudó al País Vasco para solicitar un hueco en el camuflado filial de la ONCE, el Iberdrola, uno de los conjuntos de referencia del ciclismo amateur. Manolo Sainz, director de ONCE y gran conocedor de las categorías inferiores, dio el visto bueno para que formara parte del equipo.
En su primer año como aficionado Contador sumó un triunfo, la Subida a Gorla, donde batió por tres segundos el récord de la prueba. También pudo hacerse con la victoria en la Subida a Urraki, pero prefirió cedérsela a su amigo Jesús, con quien compartía piso en Euskadi.
En 2002, paso al Würth, filial oficial de ONCE que puso en marcha Manolo Sainz ese mismo año con el copatrocinador de su estructura profesional. Allí, compartió equipo con varias promesas del ciclismo español, como Dani Navarro y Luis León Sánchez, entre otros. En ese segundo curso como aficionado, demostró su polivalencia y potencial firmando siete conquistas, entre ellas dos etapas de la Vuelta a Palencia (una de ellas fue una contrarreloj de 28,7 km) y el Campeonato de España sub-23 contrarreloj (el año anterior había sido bronce).
En septiembre de ese mismo año (2002), Manolo Sainz, sabedor del interés de varios equipos por el futuro de Contador, pasó a este a ser stagiaire del primer equipo. Unos meses más tarde, a principios de noviembre, confirmó su paso a profesionales con el primer equipo.

### Ciclismo profesional

#### Debut

##### 2003: primera victoria
Debutó como profesional en febrero de 2003, en la Challenge de Mallorca-Trofeo de Palma. Ese mismo año, en septiembre, consiguió su primera victoria, en la contrarreloj de 19 km del Tour de Polonia.

##### 2004: ictus, operación y recuperación
Su segunda temporada como profesional acabó repentinamente el 12 de mayo, durante el trascurso de la etapa inaugural de la Vuelta a Asturias. 43 km después de tomar la salida, Contador se desplomó de la bici golpeándose la mandíbula contra el asfalto. Fue intervenido rápidamente por el médico de la carrera, evitando que se tragara la lengua, y trasladado con un traumatismo craneal y una fractura en el hueso molar al Hospital General de Oviedo, donde pasó unos días a causa de un coágulo de sangre que tenía en la cabeza.

«Unos días antes, ya tuve malas sensaciones, me dolía la cabeza. Luego mejoré pero en la Vuelta a Asturias volvía a sentirme mal. Antes de la etapa, me entró una tiritera, y ya sobre la bici se me pusieron los ojos en blanco. Los compañeros me preguntaban qué me pasaba y yo no les contestaba, Iba por inercia hasta que empece a tener convulsiones y me caí»
Alberto Contador

Días después del incidente (28 de mayo) volvió a sufrir otra crisis con convulsiones cuando se encontraba en casa de sus padres, en Pinto, por lo que fue trasladado al Hospital Ramón y Cajal de Madrid. Allí, los doctores le detectaron que la causa del desvanecimiento en carrera fue como consecuencia de una hemorragia cerebral causada por un cavernoma, por lo que tuvo que ser intervenido quirúrgicamente días más tarde, el 11 de junio. La operación duró cinco horas dejándole una cicatriz de lado a lado de la cabeza cerrada por setenta grapas y dos placas de titanio en la frente que lo acompañarían de por vida.
Siete meses después (17 de diciembre), tras una larga y complicada recuperación, retomó los entrenamientos.

«Cogí la bicicleta el día que me dieron el alta...» 
Alberto Contador

##### 2005: regreso a la competición con victorias y debut en el Tour

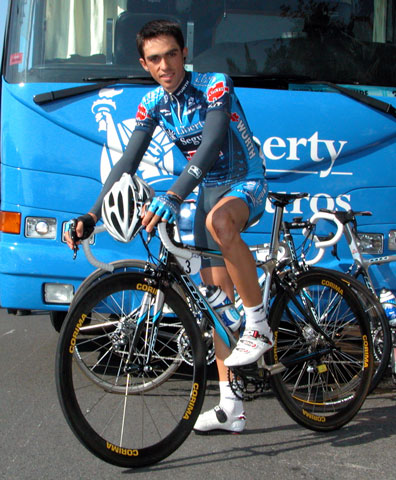
Contador con el maillot de Liberty Seguros

Regresó a la competición en 2005 y, ya en la primera carrera, el Tour Down Under, en Australia, consiguió su primera victoria de la temporada en la etapa reina (etapa 5).

«Es la victoria más importante de mi vida» admite Contador. «Era mi regreso a la competición después del derrame cerebral, no sabía si podría volver o no y en la etapa reina conseguí llegar de la mano de Luis León Sánchez, que volaba. Me cedió la victoria. No es la que mejores contratos me ha dado, pero sí la más especial. La emoción fue indescriptible»

Dos meses después, se hizo con la victoria en la Setmana Catalana, su primera general, ganando la etapa reina. También destacó en la Vuelta al País Vasco, donde ganó la contrarreloj y fue tercero en la clasificación general, y en el Tour de Romandía, donde venció en la cuarta etapa y fue cuarto en la general a tan solo cuatro segundos del podio.
Debido a sus buenos resultados obtenidos desde su regreso a la competición, el renombrado (en 2004) Liberty Seguros le reservó un lugar en el equipo que disputaría el Tour de Francia. En la ronda gala Contador terminó el 31.º de la general y ocupó la tercera plaza en la clasificación de los jóvenes.

##### 2006: sin Tour de Francia
En 2006 no empezó la campaña con tan buena puntería como en el año anterior. Aunque tuvo destacadas actuaciones, como el quinto puesto en la clasificación general de la Vuelta al País Vasco y el cuarto puesto en la Klasika Primavera, y se subió al podio en varias ocasiones (3.º en la última etapa de la París-Niza y 2.º y 3.º en la segunda y tercera etapa de la Vuelta al País Vasco), no obtuvo su primer triunfo hasta abril, en el Tour de Romadía. Allí, ganó la cuarta etapa por delante de Alejandro Valverde y Cadel Evans, además de rozar la victoria final en la clasificación general (fue 2.º, superado por el australiano Evans). Un mes y medio después, en junio, selló la octava jornada de la Vuelta a Suiza.
Dos meses antes del Tour de Francia, Contador, junto al de otros presuntos implicados como Jan Ullrich, Ivan Basso, Óscar Sevilla y Paco Mancebo, apareció en la denominada "Operación Puerto" (operación contra el dopaje en el deporte de élite) desarrollada por la Guardia Civil Española. A consecuencia de los hechos y pese a estar inscrito en el equipo que diputaría la carrera, Contador y cuatro miembros más del equipo fueron excluidos por parte de la organización un día antes del inicio de la carrera por su presunta implicación de estos en la OP.
Vuelta a Burgos ataque epiléptico camino del autobús.

#### Confirmación y éxitos
El 15 de enero de 2007 anunció oficialmente su fichaje por Discovery Channel, dirigido por el belga Bruyneel, quien le aseguró su participación en el Tour.
Años más tarde se desvelarían los motivos por los que no fichó por Caisse d'Epargne, equipo que siempre se ha caracterizado por tener en sus filas a los mejores ciclistas españoles del momento.

##### 2007: primer Tour
La temporada de 2007 supuso su confirmación como ciclista al más alto nivel en el pelotón internacional.
Tras pasar desapercibido en las clásicas de las Ardenas, regresó a la competición en junio con un sexto puesto en la Dauphine Liberé.

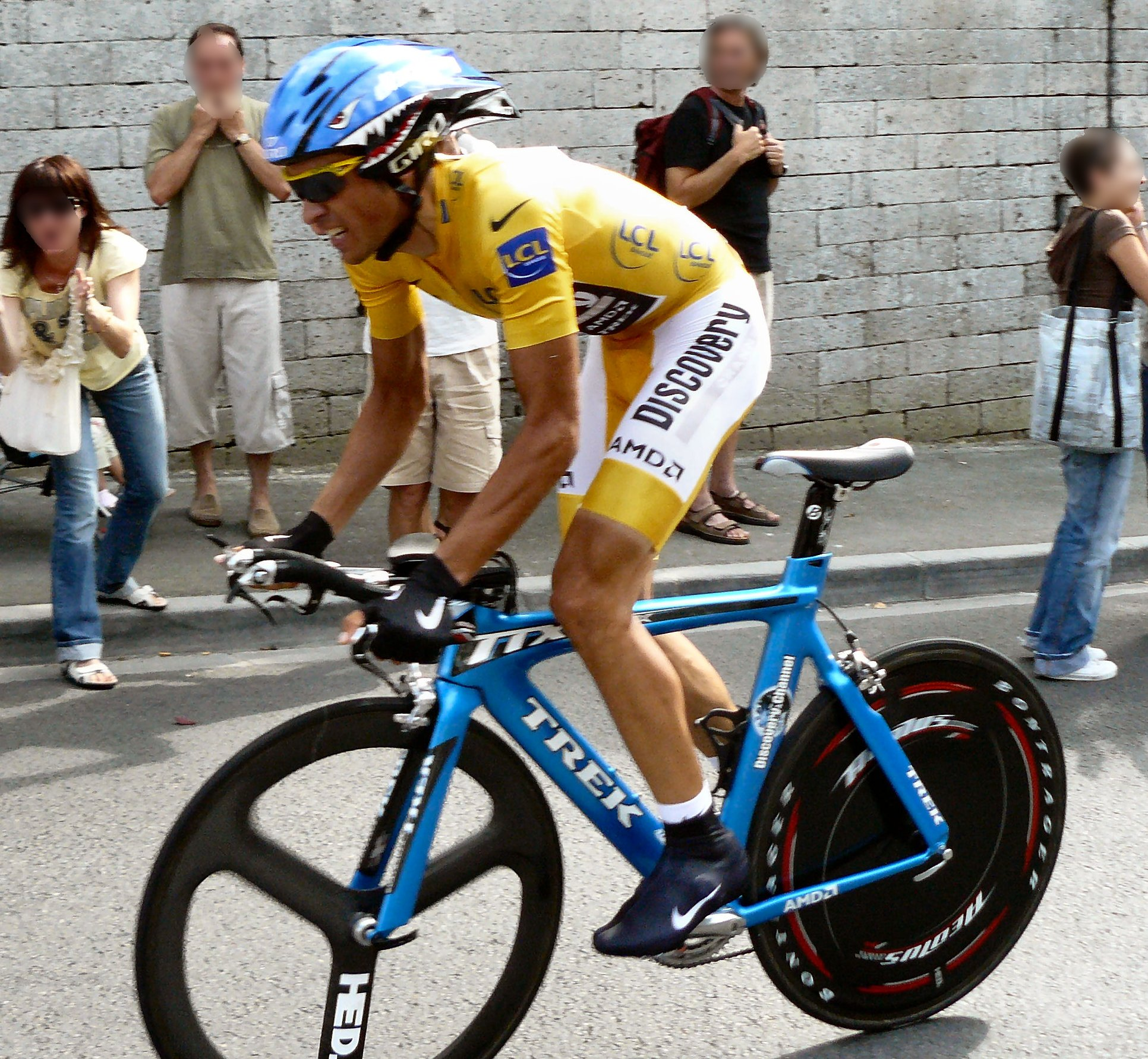
Contador, en la penúltima etapa del Tour de Francia 2007.

El 26 de julio de 2007 se enfundó el maillot amarillo del Tour de Francia 2007 tras la expulsión de Michael Rasmussen del mismo a tres días de la finalización de la ronda gala. Posteriormente, tras terminar quinto en la contrarreloj de la penúltima etapa de la competición, de 55,5 km entre Cognac y Angulema, mantuvo el maillot amarillo con 23 segundos de diferencia con respecto a Cadel Evans y 31 segundos con respecto a Levi Leipheimer, segundo y tercero en la clasificación general, respectivamente.
El 28 de julio de 2007, el diario galo Le Monde relacionó a Contador con el dopaje a raíz de que su nombre apareciera en 2006 en el sumario de la Operación Puerto, a pesar de que en ningún momento y hasta ahora haya sido firmemente imputado, ya que únicamente declaró como testigo, al igual que otros ciclistas, como Isidro Nozal y Joseba Beloki. El presidente de la sociedad organizadora del Tour de Francia, Patrice Clerc, no entró a valorar la información de Le Monde.
El propio Contador declaró que estas sospechas se debían a su condición de líder del Tour. La propia organización del Tour calificó a Contador de líder limpio y creíble. Incluso algunos medios se pronunciaron de forma crítica respecto a las acciones de Le Monde, relacionándolas con una lucha contra la honestidad del ciclismo.
El 23 de julio de 2007 conversa con Pedro Delgado en una entrevista para el El País.
El 29 de julio de 2007 se proclamó ganador del Tour de Francia, convirtiéndose así en la décima ocasión en la que un ciclista español ganaba esta competición y el sexto ciclista en lograrlo (una vez confirmada la victoria de Óscar Pereiro en la edición del año anterior).
En octubre de 2007 firmó por el equipo Astana, lo que le impidió defender su título de ganador del Tour, ya que la organización de dicho evento decidió vetar al equipo kazajo para su edición de 2008.
El 27 de mayo de 2008 recibió la Real Orden del Mérito Deportivo.
Fue nominado a mejor deportista revelación en los Premios Laureus gracias a su primera victoria, este año, en la ronda gala. Los demás nominados en esta categoría eran Novak Đoković, Tyson Gay, Oscar Pistorius, Casey Stoner y Lewis Hamilton. Finalmente, el premio recayó en manos del piloto británico.

##### 2008: doblete Giro y Vuelta

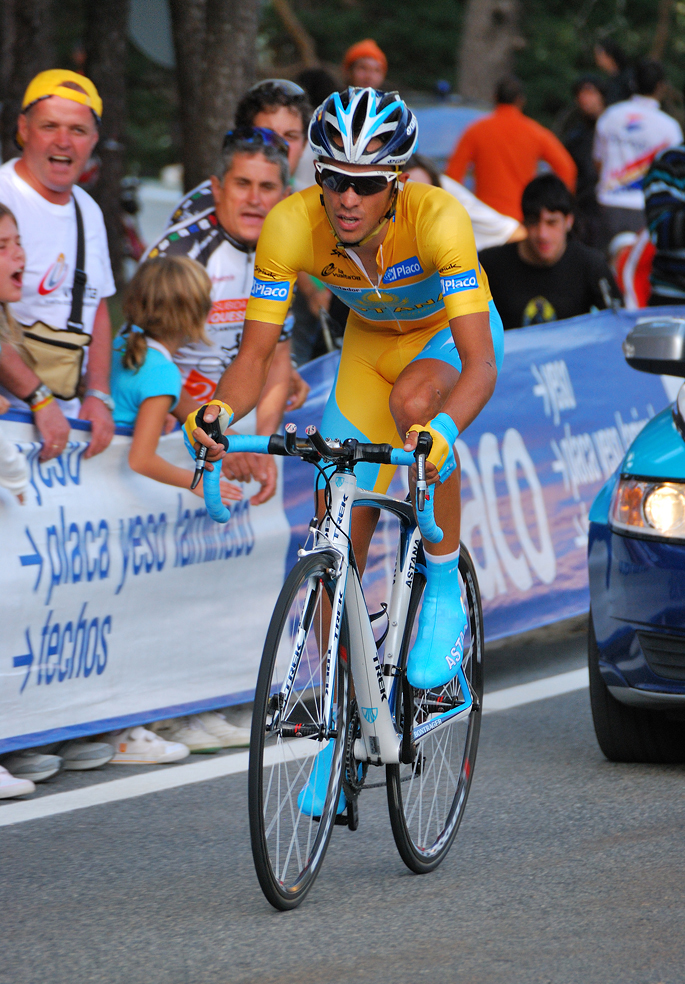
Contador, en lo más alto del puerto de Navacerrada, con el jersey de líder de la Vuelta a España 2008.

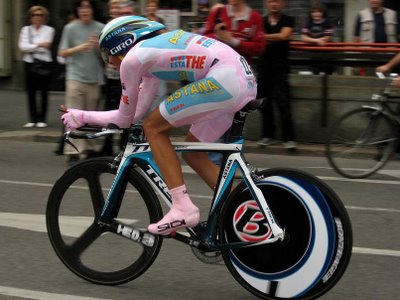
Con la maglia rosa de líder, durante la disputa de la 21.ª etapa del Giro de Italia 2008.

Su comienzo de temporada fue muy positivo con victorias en la clasificación general de la Vuelta a Castilla y León y de la Vuelta al País Vasco, sumando en ambas dos victorias de etapa.
El 1 de junio Alberto Contador se proclamó campeón del Giro de Italia 2008. Se presentó a la crono final con tan solo 4 segundos de ventaja sobre el segundo de la general, Riccardo Ricco. Finalmente, Alberto sacó casi 2 minutos de ventaja a Ricco en dicha contrarreloj.
Era el segundo español en lograr un Giro, después de que lo lograse Miguel Induráin.
El 9 de agosto de 2008, tomó parte en la prueba de ciclismo en ruta de los Juegos Olímpicos de Pekín 2008, en la que contribuyó a la victoria de su compañero de selección Samuel Sánchez.
El 13 de agosto de 2008, quedó 4.º, a 8 segundos del bronce en la prueba de contrarreloj perteneciente a los Juegos Olímpicos de Pekín 2008.
El 13 de septiembre de 2008, quedó 1.º en la 13.ª etapa de la Vuelta a España, con final en el Alto de Angliru, colocándose líder de la carrera. El 14 de septiembre de 2008 ganó su segunda etapa en la Vuelta a España, que terminaba en la estación invernal de Fuentes de Invierno.
Después de la 20.º etapa, una contrarreloj individual desde la Granja de San Ildefonso hasta el Alto de Navacerrada, en Madrid, Alberto Contador se convirtió en el virtual ganador de la ronda española, con una ventaja de 46 segundos sobre su compañero de equipo Levi Leipheimer gracias a las bonificaciones, ya que si no hubiera sido por éstas, habrían quedado empatados a tiempo. En la última etapa, compuesta por varias vueltas a la ciudad de Madrid, Contador refrendó su liderato y mantuvo su ventaja.
Además, participó en el Mundial de Varese aunque en un principio no estuviera preseleccionado.

##### 2009: segundo Tour

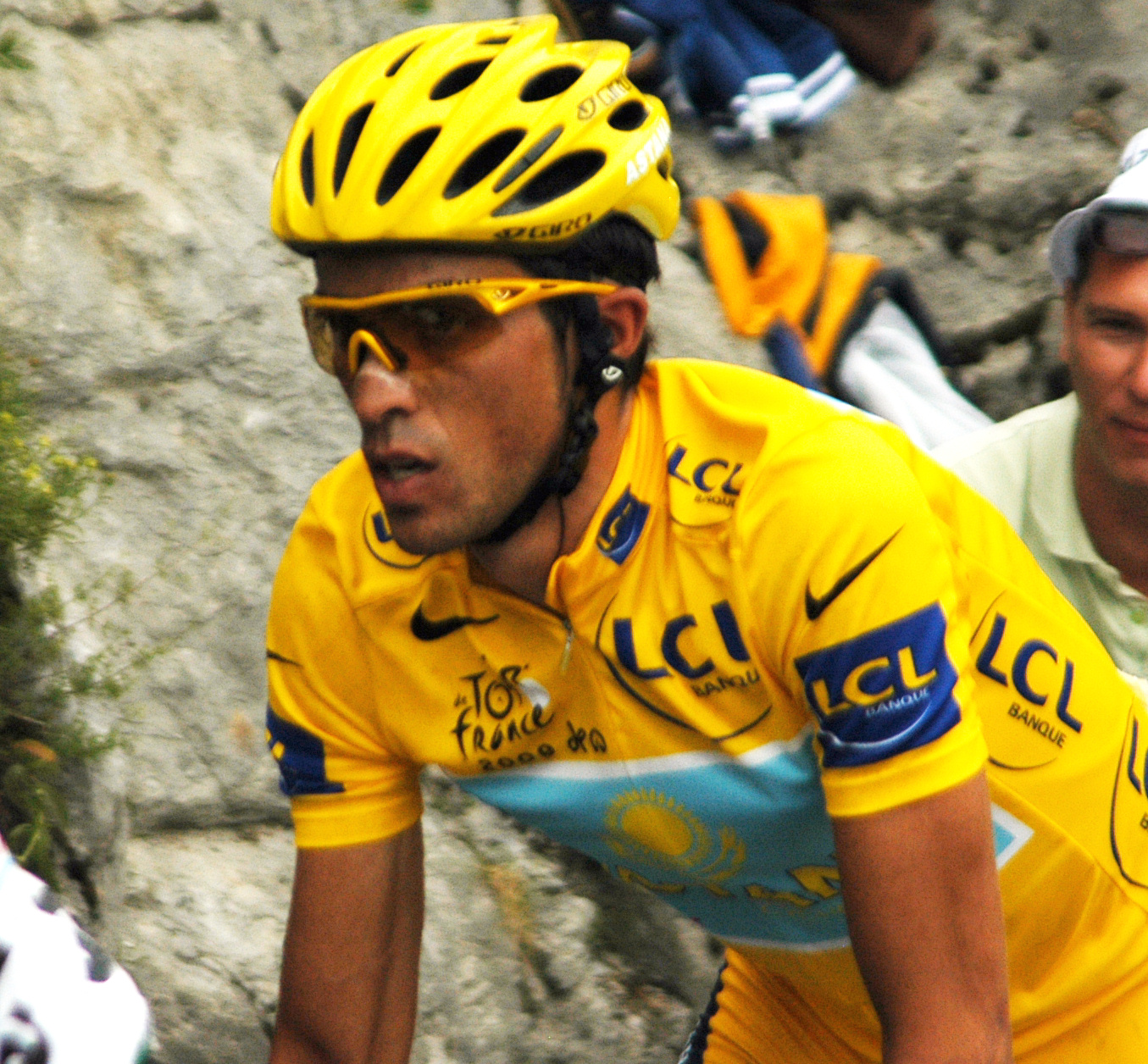
Contador durante la 17.ª etapa del Tour 2009.

Su inicio de temporada fue tan bueno o mejor que en 2008, logrando el triunfo en la general de la Vuelta al Algarve, a la que sumó un triunfo parcial de etapa, dos etapas en la París-Niza y repitió victoria en la Vuelta al País Vasco, junto con dos etapas.
En 2009 estrenó su recién obtenido maillot de campeón de España en contrarreloj en el Tour de Francia consiguiendo, en la primera etapa, una contrarreloj en la que según él tuvo que comprarse él mismo unas ruedas, un valioso segundo puesto y con buen tiempo, pero no le sirvió para batir a Fabian Cancellara. Demostró ser el mejor en las etapas de montaña del Tour en las que ganó la etapa 15.ª en la que se puso de líder en Verbier y ganó la contrarreloj en Annecy en la que aventajó a Cancellara en 3 segundos y dejó prácticamente sentenciado su segundo Tour al aventajar en 4'11" al segundo clasificado en la general Andy Schleck y a Lance Armstrong, tercero, en 5'25". Fue la primera etapa contrarreloj que gana en una gran vuelta. Finalmente, el 26 de julio, se alzó con su segunda victoria final en la ronda gala. Alberto Contador gracias a su victoria en el Tour de Francia 2009 ganó el UCI World Ranking.
Gracias a esas victorias fue invitado a diversos critériums (carreras no oficiales de carácter amistoso) de fin de temporada, como por ejemplo la Amstel Curaçao Race, que al igual que en 2007 ganó, y a la recién estrenada ese año Clásica Cancún, que también ganó.

#### Resultado anulados (5/08/2010- 5/08/2012)

##### 2010: positivo por clembuterol ytercer Tour
Tras el paso de la mayoría de corredores del Astaná al nuevo equipo de Armstrong, el Team RadioShack, el futuro de Contador no quedó muy claro aunque finalmente llegó a un acuerdo con el equipo kazajo para respetar el año de contrato que le quedaba. Del antiguo Astaná solo quedaron los kazajos (excepto Dmitriy Muravyev que también se fue al RadioShack, Berik Kupeshov que se recalificó amateur) Alexander Vinokourov, y cuatro españoles: el propio Alberto, Benjamín Noval, Jesús Hernández y Dani Navarro. Los problemas económicos del equipo durante la temporada 2009 provocaron la huida de la mayoría de corredores, incluso los que tenían contrato en vigor, aunque en ningún momento dejaron marchar a Alberto, quedándose en un Astaná prácticamente nuevo y con él como único líder, secundado con los fichajes de Óscar Pereiro, David de la Fuente y Josep Jufré entre otros.
El 14 de marzo de 2010 se proclamó vencedor de la París-Niza, por delante de los españoles Alejandro Valverde y Luis León Sánchez.
El 21 de abril de 2010 acabó 3.º la Flecha Valona.
El 12 de junio de 2010 logra vencer en la mítica cima de Alpe d'Huez en Dauphiné Libéré.

El 3 de julio de 2010 comienza el Tour de Francia 2010 en Róterdam. El 25 de julio de 2010 acaba el Tour en París con Alberto Contador con el maillot amarillo y vencedor en la clasificación general del Tour 2010. Eso sí, con cierta polémica debido a que gran parte de su ventaja con Andy Schleck, segundo, fue producida por una avería de este. Fue en un control de este Tour cuando se detectó clembuterol en un análisis de orina de Contador.

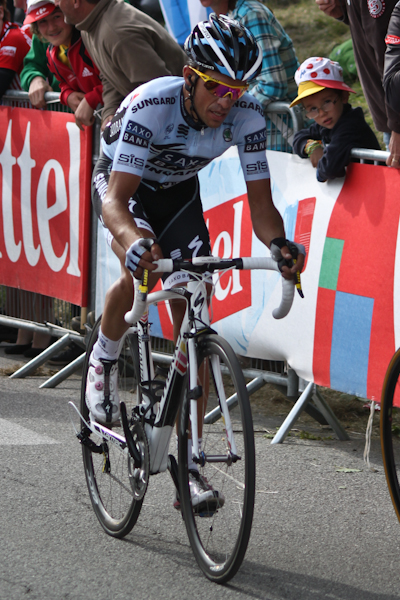
Contador, con los colores del Saxo Bank-Sungard

Tras conquistar su tercer Tour, el madrileño rechazó la oferta de renovación que le ofreció Astana para prolongar su contrato a pesar de que en pleno Tour declarase que probablemente seguiría en el conjunto kazajo.
El ciclista madrileño anunció el 3 de agosto de 2010 su fichaje por el equipo de Bjarne Riis, el Saxo Bank-Sungard por las temporadas 2011 y 2012. Así se convertiría en el nuevo líder del equipo danés, tras la marcha de Andy Schleck y su hermano, Frank, a un nuevo equipo luxemburgués llamado Team Leopard-Trek.

###### Caso Contador
En septiembre de 2010 se hizo pública la presencia de clembuterol en una muestra de orina de Contador obtenida el 21 de julio de dicho año, durante la segunda jornada de descanso del Tour de Francia. Se trata de una sustancia broncodilatadora prohibida por la Unión Ciclista Internacional y la Agencia Mundial Antidopaje, y que no puede ser generada de forma endógena por el organismo humano. La concentración de clembuterol hallada en la muestra fue de 50 picogramos por mililitro. Contador, que ya había dado por concluida su temporada, fue suspendido de forma provisional por la UCI el 8 de noviembre de ese año. El ciclista apareció inmediatamente ante los medios y atribuyó el positivo a una intoxicación alimentaria por ingerir carne de ganado engordado ilegalmente.
Finalmente, tras innumerables prórrogas, el 6 de febrero de 2012 el Tribunal de Arbitraje Deportivo (TAS) le impuso una sanción de 2 años y le desposeyó del título del Tour de Francia ganado en 2010 por el positivo con clembuterol, además de todos sus resultados posteriores, no pudiendo volver a competir hasta el 6 de agosto de 2012.
En el fallo, el TAS dictaminó que la "teoría del bistec", es posible pero no en este caso, siendo la hipótesis más probable la ingesta de suplementos alimentarios contaminados.
En la sentencia de 98 folios se indica que:

el control positivo por clembuterol del deportista es más que probable que haya sido causado por la ingestión de un suplemento alimenticio contaminado, que por una transfusión sanguínea o por ingestión de carne contaminada.

Dicha sentencia concluye aduciendo que:

No se ha aportado ninguna evidencia de que el deportista no actuara con culpa o con negligencia.

##### 2011:segundo Giro

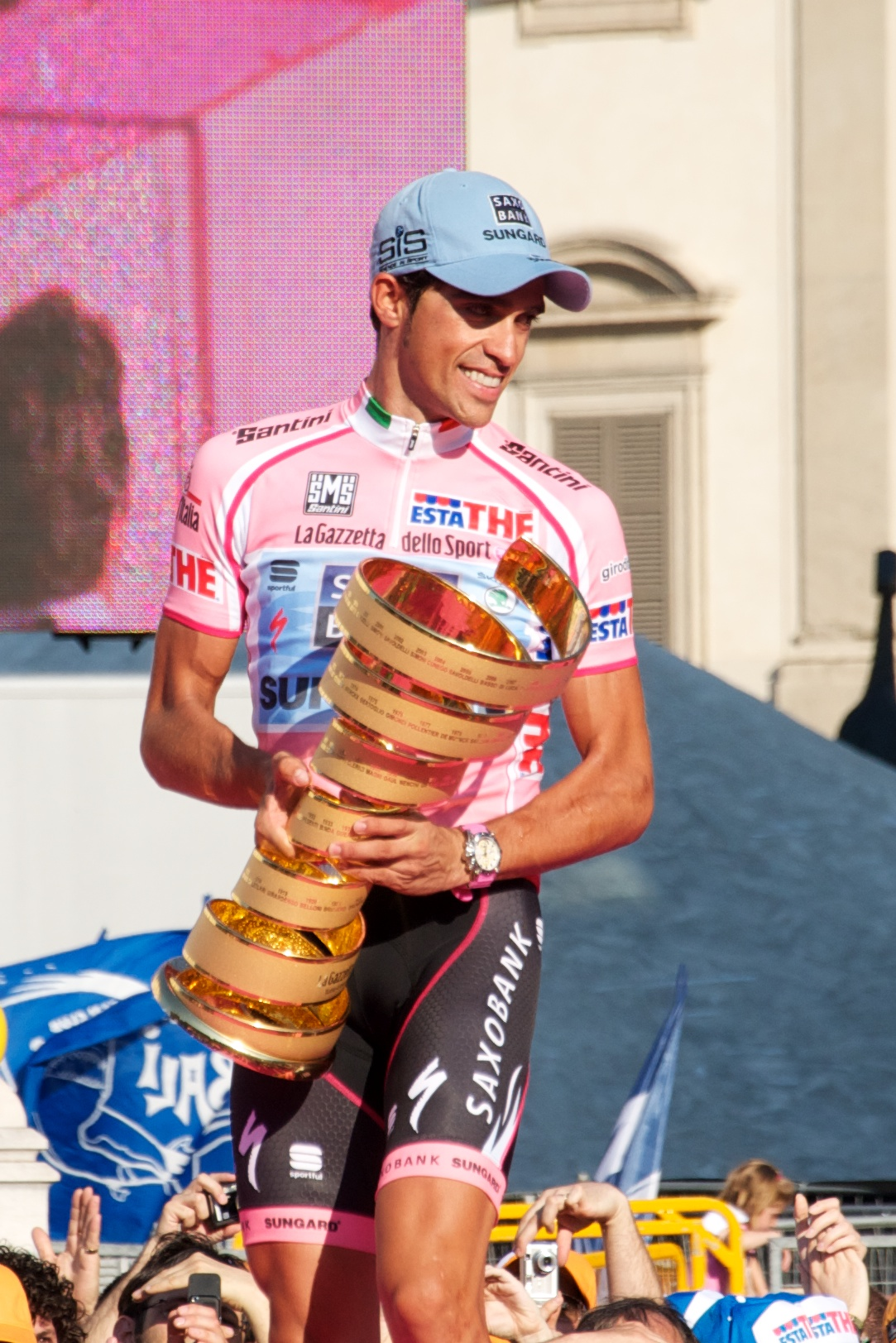
Contador, con el trofeo de vencedor del Giro de Italia 2011

Pese a las acusaciones de dopaje, pudo competir a partir de la Vuelta al Algarve de 2011, en febrero. Se impuso en la Vuelta a Murcia y en la Volta a Cataluña. El ciclista pinteño fija como gran objetivo la primera gran vuelta de la temporada, el Giro de Italia, obligado por la futura vista en el TAS sobre su caso de dopaje. Así, Contador se presenta el 7 de mayo en la salida de Venaria Reale como uno de los máximos favoritos junto a los italianos Michele Scarponi y Vincenzo Nibali. Pese a unas declaraciones de la prensa italiana sobre un supuesto mal estado de forma de Contador, en el primer domingo de carrera, en el Monte Etna, Contador da un golpe de autoridad ganando la etapa en solitario con un minuto de ventaja sobre sus rivales y enfundándose una maglia rosa que mantendría hasta Milán. En el duro segundo fin de semana, con tres etapas de alta montaña en los Dolomitas, Contador afianza su liderato metiendo tiempo a sus rivales directos en todas las etapas. El siguiente martes gana con medio minuto de ventaja la cronoescalada a Nevegal y se permite regalar etapas, como a Rujano o a su excompañero Tiralongo. Es tercero en la crono final de Milán, y gana el Giro con más de seis minutos de ventaja sobre Michele Scarponi, segundo clasificado. En la última semana de la carrera se da a conocer el aplazamiento de la vista del TAS sobre el caso Contador hasta agosto, lo que permite al madrileño competir en el Tour de Francia 2011.

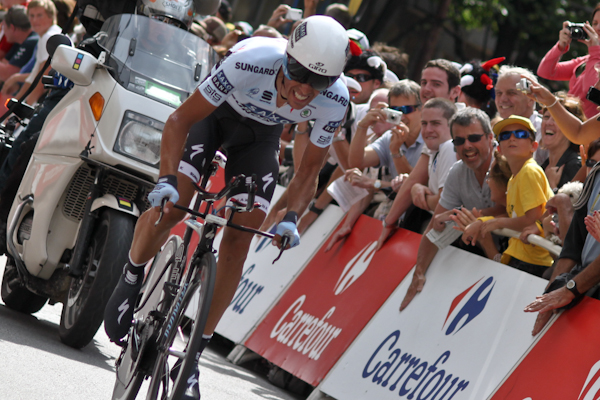
Contador durante la crono del Tour de Francia 2011.

En junio de 2011, mientras entrenaba en las faldas del monte Galibier, un gendarme le prohíbe bajar en bicicleta por no llevar luz en la bici.
En los campeonatos de España de ciclismo subió al podio en las dos modalidades que disputó: fue tercero en contrarreloj y segundo en ruta.
En el Tour de Francia 2011 sufrió varias caídas en las primeras etapas, y antes de empezar las etapas clave ya tenía más de un minuto perdido ante sus máximos rivales. Sufrió un fuerte golpe en la rodilla que le provocó molestias durante el resto de la ronda francesa. En la segunda semana protagonizó dos ataques junto a su compatriota Samuel Sánchez, en los cuales ganó tiempo a sus rivales, pero un desfallecimiento en la jornada que finalizaba en Galibier le apartó definitivamente de cualquier opción de podio. En la última etapa clave lanzó un ataque desde el puerto de Télégraphe, junto a Andy Schleck, pero fueron neutralizados antes de comenzar la definitiva ascensión al mítico Alpe d'Huez. En las primeras rampas el español volvió a lanzar un ataque, aunque no pudo culminarlo, acabando tercero por detrás de los también escapados Samuel Sánchez y Pierre Rolland, que finalmente ganó la etapa.
Finalmente, Alberto Contador finalizó quinto en el Tour de Francia 2011. Cadel Evans fue el vencedor de esa edición.

##### 2012: sanción retroactiva
Alberto Contador participó en el mes de enero en la 6.ª edición del Tour de San Luis, en el cual ganó dos etapas.
El 6 de febrero, tras innumerables prórrogas, el Tribunal de Arbitraje Deportivo (TAS) le impuso una sanción de 2 años, con efecto retroactivo al 25 de enero de 2011, por el positivo de 50 picogramos por mililitro (0,00000000005 gramos/ml) de clembuterol en la muestra de orina obtenida el 21 de julio de 2010, durante la segunda jornada de descanso del Tour de Francia, no pudiendo volver a competir hasta el 6 de agosto de 2012. Además, la sanción anuló todos sus resultados desde el 21 de julio de 2010, siendo desposeído, entre otras victorias, del Tour de Francia 2010, la Volta a Cataluña 2011, el Giro de Italia 2011, la medalla de bronce en el Campeonato de España de Ciclismo en Ruta de Contrarreloj de 2011 y la medalla de plata en el Campeonato de España de Ciclismo en Ruta 2011.
El día 8 de junio se anunció que Contador retornaría al Team Saxo Bank-Tinkoff Bank tras el final de su suspensión, firmando un contrato que le vincularía al equipo hasta 2015.

#### Etapa post-sanción

##### 2012: regreso a la competición y segunda Vuelta
Tras cumplir su sanción y estando seis meses sin competir, el madrileño volvió para participar en el Eneco Tour, quedando cuarto a seis segundos del podio, como preparación para la única grande que podría volver ese año, la Vuelta a España.
En la ronda española, camino de Fuente Dé, después de muchas etapas intentando desbancar al líder Joaquim Rodríguez, emprendió un ataque a 50 km de meta, y tras una cabalgada épica ayudado por sus compañeros de equipo como Sérgio Paulinho, Bruno Pires y Jesús Hernández y por su excompañero Paolo Tiralongo, se alzó con el liderato de la Vuelta. Después de la victoria dio síntomas de emoción y mucha rabia, dando la entrevista prácticamente entre lágrimas.
El 8 de septiembre en la 20.ª etapa de la Vuelta, acabada en la Bola del Mundo, se proclama vencedor virtual de la Vuelta a falta de la última etapa de transición por las calles de Madrid, por delante de Alejandro Valverde y Joaquim Rodríguez.
El 26 de septiembre ganaba por primera vez en su carrera una Clásica al imponerse en la Milán-Turín; se trata de la clásica más antigua de Italia pues nació en 1876.
La temporada terminaba con un 9.º puesto en el Giro de Lombardía.

##### 2013: año de decepción
En 2013 comienza otra vez en el Tour de San Luis (Argentina) donde ya logra la victoria en la 6.ª etapa con final en el Mirador del Sol. Termina 4.º en la general final.
Acude por primera vez al Tour de Omán donde logra la 2.ª posición en la general final tras atacar en muchas ocasiones al líder, el británico Chris Froome, con quien comenzó un intenso duelo con gran repercusión en los medios especializados.
En marzo disputó por primera vez en su carrera deportiva la Tirreno-Adriático donde logra un nuevo podio al ser 3.º de la general final.
A continuación participó en la Vuelta al País Vasco ganada por Nairo Quintana en la que terminó 5.º y en la Klasika Primavera ganada por Rui Costa, en la cual terminó 3.º. Como última carrera de preparación previa al Tour disputó el Critérium del Dauphiné en el que finalizó en 10.ª posición.
En el Tour de Francia, finaliza 4.º de la general, tras no rendir al nivel previsto, siendo su mejor resultado el 2.º puesto en la crono final, Embrun-Chorges en la que terminó a 9 segundos de Froome. En París subió al podio junto a los miembros de su equipo, el Saxo-Tinkoff como ganadores de la clasificación por equipos.
Tras disputar la Clásica de San Sebastián se toma un descanso con la intención de reaparecer en septiembre de cara al Gran Premio de Plouay y después, acudir a los grandes premios de Quebec y Montreal y la posibilidad de repetir Giro de Lombardía y Milán-Turín como en 2012.

##### 2014: gran nivel, caída en el Tour y tercera victoria en la Vuelta
Después de fallar en 2013 en intentar conseguir el Tour de Francia, cambia su base de entrenamientos en invierno haciendo una concentración de pretemporada en las Islas Canarias. Además decidió comenzar la temporada más tarde que en años anteriores y no hacerlo en enero si no en febrero, en la Vuelta al Algarve. Esto, le trajo buenos resultados, pues resultó ganador de la etapa reina en el Algarve, con final en el alto de Malhao, además de finalizar segundo en la general.

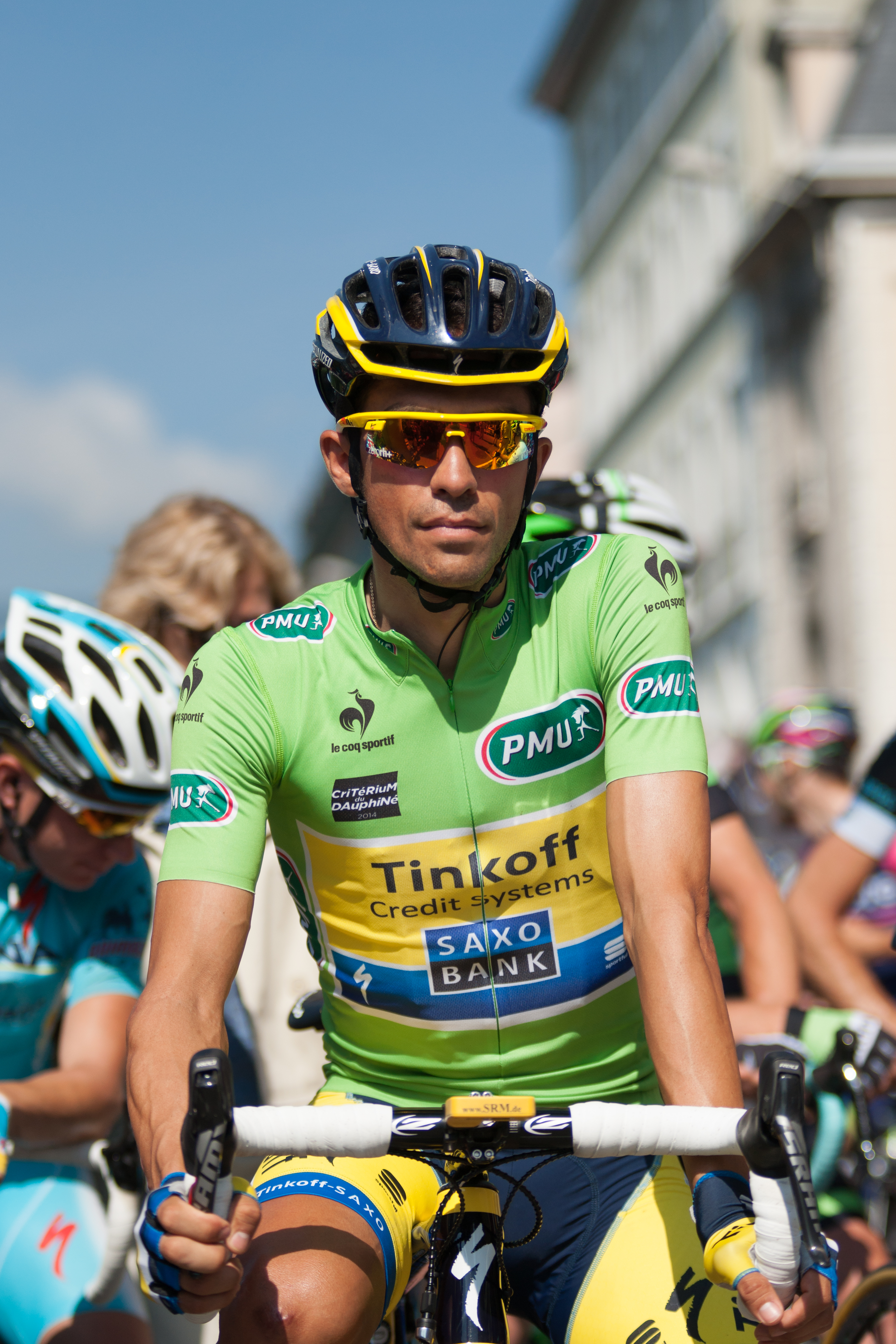
Contador en la salida de la sexta etapa del Critérium du Dauphiné

Menos de un mes después, ganó la Tirreno-Adriático, donde además se quedó con dos etapas; la 4.ª, etapa en la que superó al colombiano Nairo Quintana, situándose 2.º en la general y la 5.ª, con final en el Muro di Guardiagrele, donde atacó a 32 km del final, en el Passo Lanciano. Al finalizar la etapa, sacó 6 minutos al hasta entonces líder, Michał Kwiatkowski, y más de 2 minutos a Quintana, quien acabaría siendo el segundo clasificado en la general.
En la Volta a Cataluña quedó segundo clasificado por detrás de Joaquim Rodríguez y una semana más tarde ganó la Vuelta al País Vasco en la que demostró haber mejorado en la contrarreloj. Posteriormente hizo una concentración de altura en el Teide, para volver a competir en el Critérium del Dauphiné, donde fue segundo por detrás de Andrew Talansky.
Comenzó el Tour de Francia sin perder tiempo en las cuatro primeras etapas en las que el líder era Vincenzo Nibali. Al término de la 5.ª etapa, con final en Arenberg, y característica por sus tramos de pavés, perdió 2'37". Tras la 8.ª etapa recortó tiempo a todos los favoritos en la subida de Gérardmer La Mauselaine, incluido a Vincenzo Nibali, al que sacó tres segundos en los últimos 100 metros. En el km 64 de la 10.ª etapa, en la parte final del descenso del Petit Ballon, sufrió una caída debido a que la carretera estaba mojada por la lluvia y se produjo una fuerte herida en la rodilla y aunque subió, ayudado por los miembros de su equipo, el siguiente puerto, el Col du Platzerwasel, tuvo que abandonar. Horas después se supo que tenía una fisura en la meseta tibial y los médicos optaron por un tratamiento conservador evitando así su paso por el quirófano.
Tras la lesión en el Tour, el tiempo de recuperación le jugaba en contra para su posible participación en la Vuelta a España. El 23 de julio, a un mes del inicio, el mismo Contador asumía que no estaría en la Vuelta debido a las complicaciones con la herida, aunque el mánager del equipo Bjarne Riis declaró que aún era pronto para tomar una decisión. Veinte días después, un mes luego de la caída, anunciaba que llevaba 10 días entrenando y que había podido subir un puerto sin dolores, lo que lo motivaba a tomar la partida en Jerez de la Frontera, aunque replanteándose la carrera al no saber en que condiciones llegaría y con el objetivo inicial de intentar lograr alguna victoria de etapa.
Según declaró, las primeras etapas se le hicieron muy difíciles, sobre todo el primer final en alto de Cumbres Verdes (6.ª etapa), aunque no perdió tiempo con ningún favorito y en la general se encontraba 3.º al final de esa etapa por detrás de los dos Movistar, Valverde y Quintana. De nuevo no perdió tiempo en Valdelinares (9.ª) y el retraso de Valverde, lo hizo ascender al 2.º lugar a solo 3 segundos de Quintana. Después de una jornada de descanso, llegó la contrarreloj de 36 km donde le alcanzó con el 4.º tiempo para vestirse de rojo, ya que Quintana perdió más de tres minutos debido a una caída y Valverde fue 8.º.
A partir de allí el pinteño empezó a elevar su nivel y se comenzó a ver duras batallas con Valverde, Purito Rodríguez y Chris Froome, como en San Miguel de Aralar (11.ª), La Camperona (14.ª) y los Lagos de Covadonga (15.ª). Mientras tanto, Froome que también venía de menos a más rompió esa paridad en La Farrapona (16.ª) con un ataque que solo pudo seguir Contador. A falta de menos de un kilómetro, el jersey rojo, dejó atrás al británico para anotarse la primera etapa y ampliar las diferencias en la general a más de minuto y medio sobre Valverde y el propio Froome. La segunda estocada fue en la 20.ª etapa, con final en el puerto de Ancares. Con una táctica similar a la Farrapona, se mantuvo detrás de Froome, mientras este intentó sacarlo de rueda en varias oportunidades. Sobre el final, lanzó su ataque para llevarse la segunda etapa personal y donde prácticamente sentenció la carrera.
La contrarreloj final en Santiago de Compostela, fue un mero trámite que no provocó cambios y así sumó su tercer título en esta competición tras los del 2008 y el 2012.

##### 2015: segundo Giro y quinto en el Tour
Para la temporada 2015 el madrileño centró sus objetivos en conseguir el doblete Giro-Tour. Comenzó la temporada en febrero, destacando en la Vuelta a Andalucía, donde ganó la tercera etapa a Chris Froome y fue segundo en la general a dos segundos del mismo. Tras la cita andaluza, quedó, con caídas en ambas, quinto en la Tirreno-Adriático y cuarto en la Volta a Cataluña.

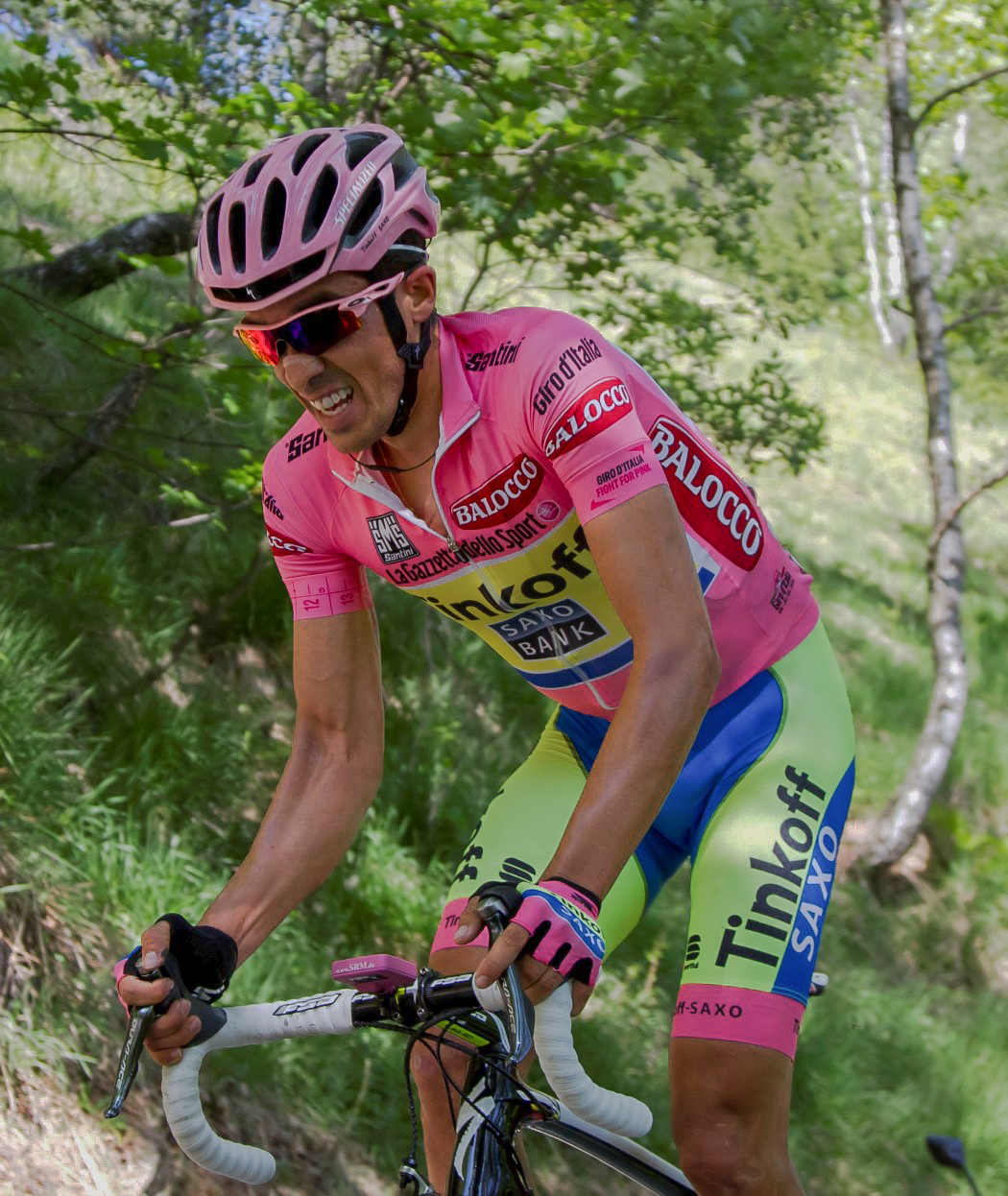
Con la maglia rosa en la 18.ª etapa del Giro 2015

Poco después, en abril, junto con algunos compañeros de equipo, se concentró durante tres semanas en altura en el Teide (Islas Canarias), de cara a preparar la ronda italiana. Contador se presentó al Giro de Italia, como uno de los favoritos para ganar la general, junto a otros candidatos como Richie Porte, Rigoberto Urán (quien había quedado segundo en las últimas dos ediciones), Fabio Aru (3.º en 2014), y Domenico Pozzovivo, en una edición con un recorrido ideal para sus características. Contador empezó la carrera aventajando el primer día a sus rivales directos en la contrarreloj por equipos. Alcanzó el liderato en la 5.ª etapa y, pese a dislocarse el hombro izquierdo 24 horas después a causa de una caída masiva en el sprint final, lo mantuvo hasta la 13.ª jornada, donde nuevamente una caída masiva, esta vez a 200 metros de la zona de seguridad (situada a 3 km de meta), le hizo perder la maglia rosa en beneficio de Fabio Aru por 19 segundos, recuperándola al día siguiente en la contrarreloj de 59,4 km. Con su buena contrarreloj, quedando tercero, y su gran actuación en la 16.ª etapa (donde tuvo que rehacerse de un pinchazo a pies del Mortirolo y remontar 50 segundos) y 18.ª etapa, Contador amplió en 5 y 6 minutos la diferencia con sus rivales más cercanos, Landa y Aru, del Astana, que poco pudieron hacer los días posteriores. El de Pinto, pese a sufrir momentos de profunda crisis en el "sterrato" de la penúltima etapa, camino de la Colle delle Finestre, se proclamó campeón por segunda vez del Giro de Italia, igualando a Miguel Induráin en cuanto a rondas italianas y en cuanto a grandes vueltas ganadas.
Después de conquistar su segundo Giro, emuló lo hecho en abril concentrándose nuevamente en el Teide.
Tras unas semanas de descanso y entrenamiento suave, debido al gran desgaste físico y psicológico en el Giro, Alberto se presentaba a la Route de Sud para ver su estado físico, dos semanas solamente antes del Tour. Además, Nairo Quintana uno de los rivales de Contador en el Tour, también estaría. Tras dos etapas sin destacar mucho, Contador ganó la etapa reina, y se colocó líder, 17 segundos por encima de Quintana y 41 segundos sobre Pierre Latour. Al día siguiente, confirmó su victoria sin sorpresas y ganó la carrera. Tras ganar, Alberto llegaría al Tour de Francia 2015 como uno de los favoritos junto a Chris Froome, Nairo Quintana y Vincenzo Nibali.
Contador empezó el Tour terminando en la posición 46.ª en la primera etapa, una contrarreloj individual en Utrecht, a 58 segundos del ganador de la etapa Rohan Dennis. En la segunda etapa entre Utrecht y Zélande, Contador y Froome sacaron a Quintana y Nibali más de un minuto gracias a los abanicos, provocados por el viento. En la contrarreloj por equipos (9.ª etapa), Contador perdió 23 segundos con Froome, aumentando su distancia a 1 minuto, antes de los Pirineos. En la primera etapa de montaña en los Pirineos, el grupo de los favoritos se formó, solo quedando Richie Porte y Geraint Thomas como compañeros de Froome. Éstos tiraron del grupo marcando ritmos fortísimos, y cuando Nibali y Contador flaquearon, Froome atacó en los últimos 6 km de la subida de la Pierre-Saint-Martin, donde sacó 2 minutos a Quintana, 3 a Contador y 6 minutos a Nibali. Ya en los Alpes Alberto atacó y atacó, hasta que en la peligrosa bajada del Col d'Allos, sufrió una caída, aun así fue capaz de que las distancias con Froome y los favoritos solo fueran a 2 minutos, aunque le dejaran fuera de la lucha por el Tour. Terminó la ronda gala en el 5.º puesto. Después de la 21.ª etapa, la última, Alberto anunció que para el 2016 su preparación iría hacía el Tour 2016 y los Juegos Olímpicos.

#### Últimos años y fin de carrera profesional

##### 2016: nueva caída en el Tour y cuarto en la Vuelta
A principio de año, como había anunciado al final del Tour de Francia, Contador se retiraba cuando terminase su temporada. Las principales causas eran su edad (33 años) y la desaparición de su equipo actual, el Tinkoff. Pese a tal impactante y enorme noticia, Contador prosiguió su preparación íntegra para el Tour de Francia, su principal objetivo.
Como ya había hecho años anteriores, para hacer la clásica preparación del Tour, Contador acudió a la Vuelta al Algarve. Aunque era la primera competición de la temporada, ganó la etapa reina de la competición y terminó 3.º en la clasificación general, por detrás del español Ion Izagirre (2.º) y el británico Geraint Thomas (1.º). Aprovechando su magnífica condición física, Contador acudió 6 años después a la París-Niza. Tras completar una excelente participación y demostrando que pese a su edad, su nivel de forma era increíble, terminó 2.º en la general, tan solo 4 segundos por detrás del 1.º, de nuevo el ciclista del equipo Sky Geraint Thomas.
Prácticamente encadenando las competiciones, Contador confirmaba su participación en la Volta a Cataluña, junto a grandes favoritos que acudirían al Tour, tales como, Nairo Quintana, Richie Porte, Romain Bardet, etc. Aunque completó una estupenda participación, Nairo Quintana fue más fuerte en la 4.ª etapa, que acababa en el puerto de Categoría especial (HC) Port Ainé, donde le sacó 15 segundos, suficiente ventaja que mantuvo el colombiano hasta el final de la Volta, pese a los continuos, repetidos y duros ataques de Contador.
Para terminar la excelente temporada que estaba llevando a cabo, Contador participó en la Vuelta al País Vasco, donde también participaba el colombiano Nairo Quintana, el español Mikel Landa...y muchos otros grandes ciclistas. Aunque el recorrido era muy bueno para Contador, este no pudo confirmar y sellar su victoria final en la general hasta la 6.º y última etapa, en la cronoescalada de Éibar, donde Contador dominó con puño de hierro a sus competidores, ganando la etapa y también su 4.ª Itzulia.
Así pues, Contador completó uno de sus mejores comienzos de temporada, quedando 3.º en la Vuelta al Algarve, más una etapa, 2.º en la París-Niza y en la Volta a Cataluña y ganando la Vuelta al País Vasco, más la última etapa. Además, anunció su última decisión sobre su retirada, la cual era nula. Contador seguiría 2 años más en el ciclismo profesional por lo menos, según lo que él anunciaba. También estaba pensando en conseguir un equipo o crear el propio suyo, ya que el Tinkoff desaparecía a final de temporada.
Para completar su preparación para su principal objetivo de la temporada, el Tour de Francia, Contador participó en el Critérium del Dauphiné, donde terminó 5.º en la general. Aunque según él no venía a buscar la general, sino alcanzar su estado de forma perfecto, ganó el prólogo, que era una cronoescalada y mantuvo el maillot de líder hasta la 5.ª etapa, donde Chris Froome se lo arrebató. Pese a no querer meterse en la general, sus ataques se producían puerto tras puerto, poniendo en apuros a Froome y a su equipo el Sky. Este equipo neutralizó los ataques de Contador, aunque a duras penas. Al final del Dauphiné, Contador lo valoraba bien, ya que ganó una etapa, llevó 5 días del maillot de líder, atacó y puso en apuros a Froome y prácticamente llegó a su estado de forma perfecto, argumentando que nunca se había sentido tan bien de forma y tan fresco, excepto en el 2014, donde todas las apuestas daban a Contador como el máximo favorito de la ronda gala y posible dominador de esta. Finalmente, Contador llegaba en un momento de auge suyo al Tour de Francia, donde se enfrentaría a duros rivales como Froome, Quintana, Bardet, Pinot, Porte, Van Garderen, Aru, Nibali, etc.
Tras comenzar el Tour de Francia con un estado magnífico y fantástico, calificándolo como el mejor de los últimos años, Contador se caía ya en la 1.ª etapa, dándose un golpe brutal contra el bordillo de una "isleta". Aunque no había lesiones internas o fracturas, toda su parte derecha estaba dolida y contenía numerosos raspones, desde el tobillo al hombro. Durante la 2.ª etapa también se cayó, aunque la caída fue de menos magnitud. Debido a las dos caídas en las dos primeras etapas, Contador perdió 48 segundos en la línea de meta de la 2.ª etapa con sus máximos rivales Chris Froome y Nairo Quintana, dudando de su continuación en la ronda gala. Finalmente, en la 9.ª etapa, y tras pasar la noche anterior con fiebre, el cuerpo le dice basta y decide abandonar la carrera.
Unos días después de abandonar el Tour de Francia, Alberto admitió que fue difícil su decisión, pero que fue la mejor porque no podía continuar, mirar hacia delante y buscar nuevos objetivos, tales como los Juegos Olímpicos de Río 2016 o la Vuelta a España 2016. Para ver como estaba, Contador fue a hacerse unas pruebas médicas para ver si tenía graves lesiones que le impedirían competir por mucho tiempo, aunque no fue así. Según las pruebas y los médicos, Contador contenía múltiples contusiones y roturas fibrilares en sus piernas, por lo que tendría que estar de baja en torno a 4 semanas. Así pues, los Juegos de Río eran inviables y la Vuelta a España era duda, ya que faltaban 5 semanas y algunos días para que comenzara la prueba española.
Sin venirse abajo, el español se puso como objetivo la Vuelta a España, ganar su 4.ª ronda española. Para ello debía recuperarse física y mentalmente y volver a coger su nivel de forma óptimo. Para ello, acudió a la Clásica de San Sebastián sin estar recuperado del todo. Pese a ello, solo perdió 1 minuto con el ganador de la prueba, Bauke Mollema y demostró un buen avance de recuperación.
Para volver a coger el golpe de pedal y avanzar su preparación para la Vuelta a España, Contador participó en la Vuelta a Burgos, donde partía como máximo favorito, pese a sus condiciones. Así pues, el español ganó la ronda burgalesa por delante de Ben Hermans y de Sergio Pardilla, por tan solo 1 segundo, donde dejó destellos de su calidad y de su ya terminada recuperación e iniciada preparación. Atacó en el llano en la 3.ª etapa, dejando claro su carácter ofensivo y dio una lección de sangre fría y paciencia en la 5.ª etapa, la "etapa reina" con final de Categoría Especial en Lagunas de Neila, donde esperó, dejó que se marchase Pardilla, aguantó los ataques rivales y fue capaz de lanzar un brutal ataque en rampas del 14% y recuperar casi 50 segundos en 600 metros a Pardilla, que no le sirvió para ganar la etapa, pero sí para ganar la Vuelta a Burgos y demostrar su buen nivel de forma de cara a la Vuelta a España.
Finalmente, acabaría la Vuelta a España en 4.ª posición, a tan solo 13 segundos del tercer cajón del podio que fue para el colombiano Esteban Chaves. Aunque sí pudo llevarse el premio de la combatividad de esa edición de la Vuelta a España.

##### 2017: victoria en el Angliru y retirada
Alberto Contador en su último año fichó por el Trek-Segafredo junto a su gran amigo y gregario Jesús Hernández con el objetivo de ganar el Tour de Francia.
Empezó su año en febrero, en la Vuelta a Andalucía quedando 2.º, un segundo por detrás de un gran Alejandro Valverde; y corriendo el Tour de Abu Dhabi, en el que quedó 15.º en la general tras una etapa de montaña con final en Jebel Hafeet en la que se marcaron Nairo Quintana, Vincenzo Nibali y él.
Empezó marzo corriendo la París-Niza quedando segundo en tres etapas y 2.º en la general a 2 segundos de Sergio Luis Henao. Acabó el mes corriendo la Volta a Cataluña, en la que también quedó segundo a 1'03" de Alejandro Valverde.
Su racha de quedar segundo no acabaría en abril, mes en el que corrió la Vuelta al País Vasco, buscando su quinta Itzulia. Finalmente, tras la crono de Éibar, Alberto Contador quedó segundo otra vez tras un Alejandro Valverde que estaba a un gran nivel de forma hasta su caída en el Tour de Francia.
Después de la Vuelta al País Vasco, Alberto dejó de correr para prepararse el Tour de Francia.
Volvió a la competición en junio, corriendo el Critérium del Dauphiné, en el que quedó 11.º.
Julio empezó con la gran competición ciclista por excelencia, el Tour de Francia. Empezó el Tour perdiendo 44 segundos con Froome en la primera etapa, en la crono de Düsseldorf. En la etapa 9, Alberto perdió todas las opciones de ganar el Tour perdiendo 4 minutos en el Mont du Chat, camino de Chambéry. A partir de ese día, Alberto Contador se mostró como el gran corredor combativo que ha sido siempre, atacando y fugándose en etapas épicas, como en la 13.ª, en la que atacó con Mikel Landa en busca de la victoria. Finalmente, la etapa fue para Barguil, aunque Alberto se llevó el premio de la combatividad. Siguió intentándolo, y volvió a dar un gran espectáculo en la 17.ª etapa, metiéndose en una fuga de 32 corredores. Cuando estaba a punto de comenzar Col du Galibier, se le salió la cadena y tuvo que gastar fuerzas, que luego necesitó en el Galibier y no tuvo para seguir a Primož Roglič. Aun así, Contador quedó 8.º en la etapa y se volvió a llevar el premio de la combatividad. En la crono de Marsella, la 20.ª etapa, Alberto hizo una gran crono quedando sexto en la etapa. El Tour acabó al día siguiente quedando 9.º en la clasificación general y ofreciendo un gran espectáculo.
El 7 de agosto Alberto Contador anunció su retirada del ciclismo profesional al final de la Vuelta a España.
Descansó un mes, hasta el 19 de agosto, fecha en la que la Vuelta a España empezó en Nimes. Como homenaje, la organización de la Vuelta le dio el dorsal número uno de la carrera. Dos días después, en la tercera etapa, que acababa en Andorra la Vieja, Alberto Contador perdió 2'33" debido a que no le iban las piernas.
A partir de ese momento, se recuperó físicamente y dio una clase de lo que es un ciclista combativo y luchador. Junto al gran apoyo de la gente, Alberto tiró de valentía y convirtió la Vuelta en un espectáculo difícil de volver a ver. Quedó sexto en la 9.ª etapa con final en la Cumbre del Sol y en la 11.ª etapa con final en el Observatorio de Calar Alto. Pero para Alberto estos resultados no eran los suficientes, y siguió atacando. Dejó grandes etapas. Atacó en la 12.ª etapa con valentía, a falta de más de 25 kilómetros. Le siguió Nicolas Roche, que rápidamente explotó y no pudo seguir el ritmo del de Pinto. Finalmente, le metió 22" a Vincenzo Nibali y 42" a Christopher Froome.
Después de la segunda jornada de descanso, Alberto quedó quinto en la crono de la 16.ª etapa y entró en una de sus tierras favoritas, Cantabria. En la 17.ª etapa con final en el Alto de los Machucos, Alberto Contador atacó a 5 km de la meta, llevándose a rueda a Miguel Ángel López, al que rápidamente soltó. Fue pillando fugados. Finalmente, fue segundo en la etapa a 28" del ganador Stefan Denifl y metió a Froome 1'18". En la siguiente etapa, atacó varias veces camino del Monasterio de Santo Toribio de Liébana, aunque la etapa estaba en la fuga. Alberto llegó a meta junto a Froome. En la 19.ª etapa con final en Gijón volvió a atacar, aunque finalmente le pilló el pelotón.
El 9 de septiembre de 2017, se recordará como un día en el que un grande del ciclismo disparó por última vez. La última victoria de Alberto Contador fue en uno de sus puertos favoritos, en L'Angliru. La 20.ª etapa de la Vuelta era un rompepiernas de 117 km con 2 puertos de primera y el Angliru (especial). La etapa empezó con lluvia y una fuga de nivel, entre los que estaban Romain Bardet y Marc Soler. Bajando el Alto del Cordal Alberto Contador, junto a su compañero Jarlinson Pantano, atacó. Abrió hueco al final de una bajada que forzó el abandono de David de la Cruz y dio algún susto más. Alberto fue abriendo hueco con el pelotón y cada vez se acercaba más al podio. La gente animaba sabiendo que era la última oportunidad de Alberto de ganar. En la subida, tuvo la gran ayuda de su pupilo, Enric Mas, que pasó por su equipo de futuros corredores. A falta de 4,5 km soltó al último que le consiguió aguantar la rueda, a Marc Soler. A partir de ahí empezó una aventura en solitario que acabó a lo grande, con una victoria de etapa sufrida pero más que merecida después de la gran Vuelta que había hecho. A 17" llegaron los miembros del Team Sky Wout Poels y Christopher Froome.
El día siguiente fue el de su retirada, el día en el que la emoción recorrió el cuerpo de gran parte de los españoles. Se despedía uno de los más grandes de la historia del ciclismo. Se retiraba en su casa, en Madrid. En la última etapa perdió el cuarto puesto de la ronda española, pero si no se había ganando a todos los españoles con su trabajo encima de la bicicleta durante tantos años, ese día se los ganó. Llegó a meta, cogió la bandera española y se dio una ronda de honor en la Gran Vía recibiendo el apoyo y ánimo de la gente. Por su esfuerzo, recibió el premio de la combatividad de su última gran ronda.
El 25 de diciembre de 2017, el canal Teledeporte homenajeó a Alberto Contador con un documental titulado 'Alberto Contador. Una vida cuesta arriba' que repasó su trayectoria y mostró su lado más personal.

## Vida personal
Está casado y divorciado de Macarena Pescador, a quien conoció con 17 años. La ceremonia tuvo lugar sobre el mediodía del sábado 5 de noviembre de 2011, en la iglesia católica de Santo Domingo de Silos, en Pinto, Madrid (España). A finales de 2019 se confirma su divorcio.
Actualmente mantiene una relación sentimental con la barcelonesa Ariana Rius.
El 12 de abril de 2018 anuncia en redes sociales el nacimiento de su primer hijo, llamado Luca.
Alberto tenía como mascota un perro de raza weimaraner llamado Tour. Tras el fallecimiento de este, posee otro de idéntica raza al que llama Giro.
Tras su retirada, Alberto Contador ha concedido varias entrevistas para diversos medios de comunicación.

## Fundación Alberto Contador
En el año 2013 Alberto y su hermano Fran Contador lanzaron la Fundación Alberto Contador, un proyecto cuyos objetivos son fomentar el ciclismo y concienciar a la población de las características del ictus.
El proyecto cuenta con equipo de ciclismo en categoría UCI ProTeam (EOLO-KOMETA Cycling Team), júnior y sub-23, y una escuela de ciclismo. Ivan Basso (mánager) y Jesús Hernández (director deportivo) pertenecen al proyecto.
En 2020, Alberto anuncia que va a sacar al mercado una bicicleta desarrollada por él mismo y su gran amigo Ivan Basso. A partir de esta temporada, los equipos de la Fundación usarán esta bicicleta.

## Palmarés
| 2003 - 1 etapa del Tour de Polonia 2005 - 1 etapa del Tour Down Under - Semana Catalana, más 1 etapa - 1 etapa de la Vuelta al País Vasco - 1 etapa del Tour de Romandía 2006 - 1 etapa del Tour de Romandía - 1 etapa de la Vuelta a Suiza 2007 - 1 etapa de la Vuelta a la Comunidad Valenciana - París-Niza, más 2 etapas - Vuelta a Castilla y León, más 1 etapa - Tour de Francia , más 1 etapa y clasificación de los jóvenes - 3.º en el UCI ProTour 2008 - Vuelta a Castilla y León, más 2 etapas - Vuelta al País Vasco, más 2 etapas - Giro de Italia - Vuelta a España , más 2 etapas y la clasificación de la combinada 2009 - Vuelta al Algarve, más 1 etapa - 2 etapas de la París-Niza - Vuelta al País Vasco, más 2 etapas - Campeonato de España Contrarreloj - Tour de Francia , más 2 etapas - UCI World Ranking 2010 - Vuelta al Algarve, más 1 etapa - París-Niza, más 1 etapa - Vuelta a Castilla y León, más 1 etapa - 2 etapas del Critérium del Dauphiné | \| Resultados anulados desde el 5/8/2010 al 5/8/2012 \| \| --------------------------------------------------------------------------------------------------------------------------------------------------------------------------------------------------------------------------------------------------------------------------------------------------------------------------- \| \| 2010 - Tour de Francia 2011 - Vuelta a Murcia, más 2 etapas - Volta a Cataluña, más 1 etapa - 1 etapa de la Vuelta a Castilla y León - Giro de Italia , más 2 etapas y clasificación por puntos - 3.º en el Campeonato de España Contrarreloj - 2.º en el Campeonato de España en Ruta 2012 - 2 etapas del Tour de San Luis \| 2012 - Vuelta a España , más 1 etapa y premio de la combatividad - Milán-Turín 2013 - 1 etapa del Tour de San Luis 2014 - 1 etapa de la Vuelta al Algarve - Tirreno-Adriático, más 2 etapas - Vuelta al País Vasco, más 1 etapa - Vuelta a España , más 2 etapas y la clasificación de la combinada - 2.º en el UCI World Tour 2015 - 1 etapa de la Vuelta a Andalucía - Giro de Italia - Route du Sud, más 1 etapa 2016 - 1 etapa de la Vuelta al Algarve - Vuelta al País Vasco, más 1 etapa - 1 etapa del Critérium del Dauphiné - Vuelta a Burgos - Premio de la combatividad de la Vuelta a España 2017 - 1 etapa de la Vuelta a España, más el premio de la combatividad |
| Resultados anulados desde el 5/8/2010 al 5/8/2012 | |
| 2010 - Tour de Francia 2011 - Vuelta a Murcia, más 2 etapas - Volta a Cataluña, más 1 etapa - 1 etapa de la Vuelta a Castilla y León - Giro de Italia , más 2 etapas y clasificación por puntos - 3.º en el Campeonato de España Contrarreloj - 2.º en el Campeonato de España en Ruta 2012 - 2 etapas del Tour de San Luis | |

## Resultados
Para más resultados, véase Resultados de Alberto Contador

### Grandes Vueltas y Campeonatos del Mundo
| Carrera              | Carrera              | 2003 | 2004 | 2005 | 2006 | 2007 | 2008 | 2009 | 2010 | 2011 | 2012 | 2013 | 2014 | 2015 | 2016 | 2017 |
| -------------------- | -------------------- | ---- | ---- | ---- | ---- | ---- | ---- | ---- | ---- | ---- | ---- | ---- | ---- | ---- | ---- | ---- |
|                      | Giro de Italia       | —    | —    | —    | —    | —    | 1.º  | —    | —    | 1.º  | —    | —    | —    | 1.º  | —    | —    |
|                      | Tour de Francia      | —    | —    | 31.º | —    | 1.º  | —    | 1.º  | 1.º  | 5.º  | —    | 4.º  | Ab.  | 5.º  | Ab.  | 9.º  |
|                      | Vuelta a España      | —    | —    | —    | —    | —    | 1.º  | —    | —    | —    | 1.º  | —    | 1.º  | —    | 4.º  | 5.º  |
| Mundial en Ruta      | Mundial en Ruta      | —    | —    | —    | —    | —    | Ab.  | —    | —    | —    | 38.º | Ab.  | —    | —    | —    | —    |
| Mundial Contrarreloj | Mundial Contrarreloj | —    | —    | —    | —    | —    | —    | —    | —    | —    | 9.º  | —    | —    | —    | —    | —    |

### Vueltas de una semana
| Carrera | Carrera                | 2003 | 2004 | 2005 | 2006 | 2007 | 2008 | 2009 | 2010 | 2011 | 2012 | 2013 | 2014 | 2015 | 2016 | 2017 |
| ------- | ---------------------- | ---- | ---- | ---- | ---- | ---- | ---- | ---- | ---- | ---- | ---- | ---- | ---- | ---- | ---- | ---- |
|         | París-Niza             | —    | 26.º | 15.º | 24.º | 1.º  | —    | 4.º  | 1.º  | —    | —    | —    | —    | —    | 2.º  | 2.º  |
|         | Tirreno-Adriático      | —    | —    | —    | —    | —    | —    | —    | —    | —    | —    | 3.º  | 1.º  | 5.º  | —    | —    |
|         | Volta a Cataluña       | —    | —    | —    | —    | —    | —    | —    | —    | 1.º  | —    | —    | 2.º  | 4.º  | 2.º  | 2.º  |
|         | Vuelta al País Vasco   | —    | —    | 3.º  | 5.º  | 14.º | 1.º  | 1.º  | —    | —    | —    | 5.º  | 1.º  | —    | 1.º  | 2.º  |
|         | Tour de Romandía       | —    | —    | 4.º  | 2.º  | —    | —    | —    | —    | —    | —    | —    | —    | —    | —    | —    |
|         | Critérium del Dauphiné | —    | —    | Ab.  | —    | 6.º  | —    | 3.º  | 2.º  | —    | —    | 10.º | 2.º  | —    | 5.º  | 11.º |
|         | Vuelta a Suiza         | —    | —    | —    | 22.º | —    | —    | —    | —    | —    | —    | —    | —    | —    | —    | —    |

 —: No participa

Ab.: Abandona

X: Ediciones no celebradas

## Récords y marcas personales
- Ciclista con más victorias en la Vuelta al País Vasco. Compartido con José Antonio González Linares. (4 victorias)
- Noveno corredor en la historia en subirse al podio en las tres Grandes Vueltas por etapas (solo 18 lo han logrado).
- Quinto corredor en la historia en ganar las tres Grandes Vueltas por etapas (solo 7 lo han logrado).
- Cuarto ciclista en la historia con más Grandes Vueltas ganadas (7 en total, compartido con Fausto Coppi, Miguel Induráin y Chris Froome).
- Tercer ciclista en la historia en hacer doblete Giro-Vuelta en un mismo año.[8]
- Ciclista con más Bicicletas de Oro (4 trofeos).

## Premios
- Bicicleta de Oro (2007,[12] 2008,[13] 2009[216] y 2014[15]).
- Triple Corona al conseguir las tres Grandes Vueltas (2008).[217][218][219][220][221][222][223]
- Premio Siete Estrellas de la Comunidad de Madrid (2008).
- Premios As del deporte en la categoría mejores deportistas del año (2008).
- Premios Gazzetta dello Sport-Fausto Coppi al mejor ciclista de la temporada (2008).[224]
- Premios As del deporte en la categoría mejores deportistas del año, con Alejandro Valverde y Joaquim Rodríguez: Podio de la Vuelta Ciclista a España (2012).
- Premios Gazzetta Sports Leyenda (2017).[225][226]

## Condecoraciones
| Distinción                                       | Año  |
| ------------------------------------------------ | ---- |
| Medalla de Oro – Real Orden del Mérito Deportivo | 2008 |
| Gran Cruz de la Orden del Dos de Mayo            | 2010 |
| Hijo predilecto de Pinto                         | 2011 |

## Equipos
- ONCE/Liberty Seguros/Würth Team/Astana (2002[230]-2006)
  - ONCE-Eroski (2002[230]-2003)
  - Liberty Seguros (2004)
  - Liberty Seguros-Würth Team (2005) (hasta mayo)
  - Würth Team (2005) (hasta junio)
  - Astana-Würth Team (2005-2006) (hasta julio)
  - Astana (2006)
- Discovery Channel Pro Cycling Team (2007)
- Astana (2008-2010)
- Saxo Bank/Tinkoff (2011-2016)
  - Team Saxo Bank-Sungard (2011)
  - Team Saxo Bank (2012) (hasta junio)
  - Team Saxo Bank-Tinkoff Bank (2012)
  - Team Saxo-Tinkoff (2013)
  - Tinkoff-Saxo (2014-2015)
  - Tinkoff (2016)
- Trek-Segafredo (2017)[231]

## Filmografía
- Documental TVE (25/12/2017), «Alberto Contador. Una vida cuesta arriba» en RTVE.es[234]
- Documental Eurosport (25/08/2017), «Alberto Contador. El último disparo del pistolero» [235]
- Documental DMax (22/03/2019), «Leyendas. Episodio 3 - Alberto Contador» [236]
- Entrevista sin filtros (06/04/2020), «Entrevista Alberto Contador (1/3)», «Entrevista Alberto Contador (2/3)», «Entrevista Alberto Contador (3/3)» por Valentí Sanjuán.

## Nota
1. ↑  La concesión en 2008 de la Gran Cruz de la Real Orden del Mérito Deportivo le otorga el tratamiento de Ilustrísimo Señor.